# Schloss Röderhof

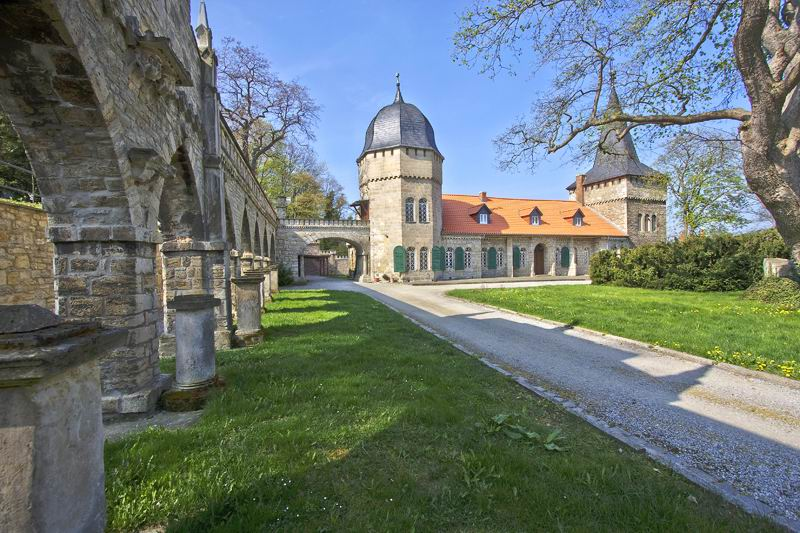
Schloss Röderhof

Das Schloss Röderhof ist ein Baudenkmal in Röderhof in der Gemeinde Huy in Sachsen-Anhalt.

## Geschichte
Die Anlage, zu der das Schloss gehört, ging aus dem ehemaligen Wirtschaftshof des Klosters Huysburg hervor. Sie besteht zu einem großen Teil aus im 18. Jahrhundert entstandenen Gebäuden, die noch deutlich ältere Bauteile mit einbeziehen. Zwei erhaltenen Inschriften stammen aus dem 15. Jahrhundert. 

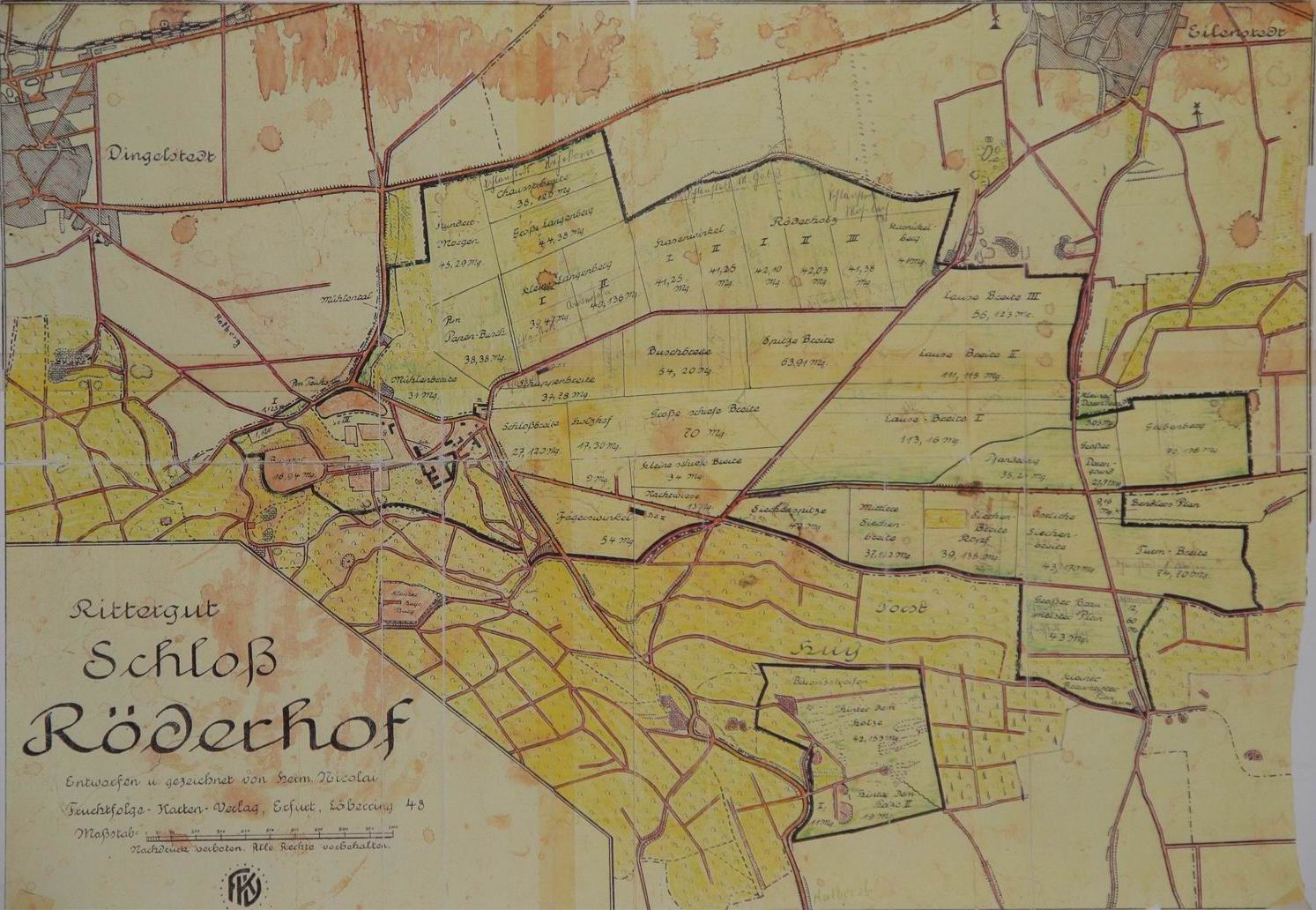
Rittergut Schloss Röderhof 1838

Karl Friedrich von dem Knesebeck hatte am 1. Januar 1822 zur Anerkennung seiner Verdienste im Krieg gegen Napoleon die Huysburg und das Rittergut Röderhof mit 528 ha Fläche vom preußischen König Friedrich Wilhelm III. als Dotation, Dotationsurkunde vom 13. August 1823, erhalten. Das Kloster Huysburg war nach der Säkularisation 1804 stark verfallen. 1823 begann Knesebeck mit dem Bau eines Schlösschens auf dem Gut Röderhof. Andere Angaben nennen die Zeit ab 1830 als Bauzeit des Herrenhauses. Es entstand östlich des Wirtschaftshofes. Als Baumaterial verwendete von dem Knesebeck Verbundsteine und Kapitelle des ihm gehörenden Klosters. Es war nicht geplant, hier wieder ein Kloster zu errichten. Das Schloss wurde als historistisch-romantisierender Bau mit zwei Türmen, Zinnen und Mauern aus Kalkstein errichtet.

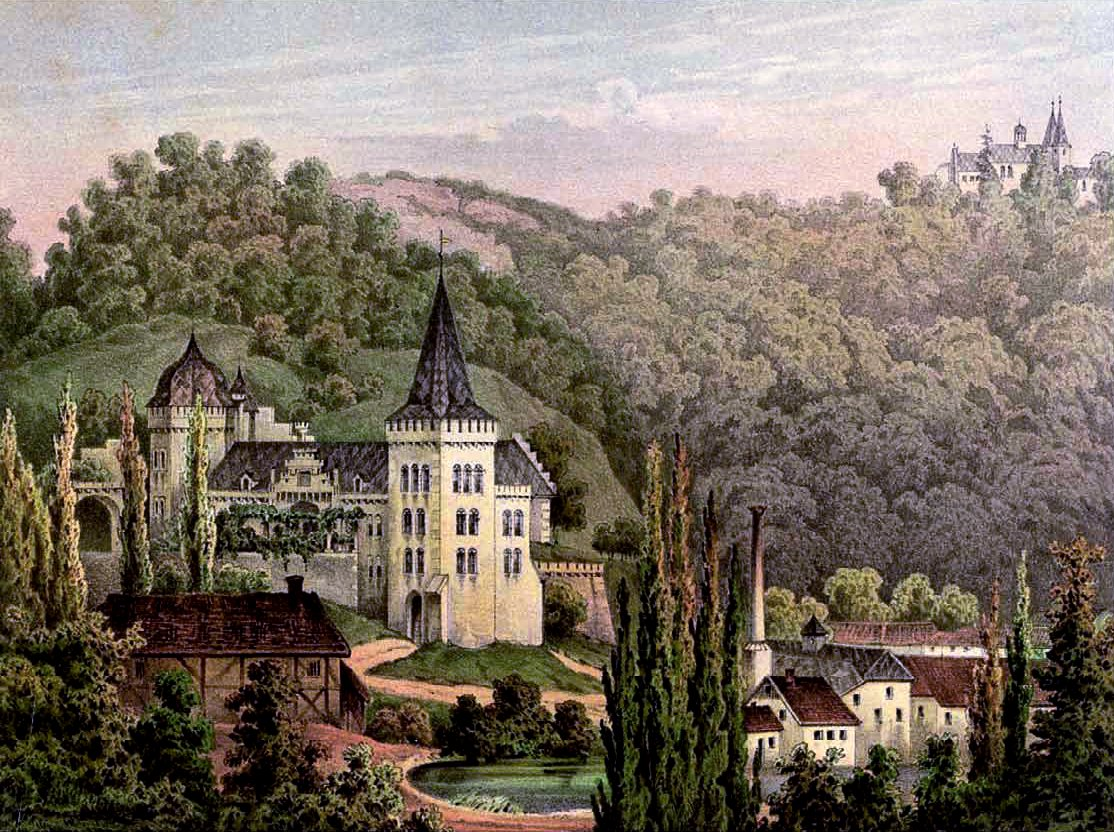
Ansicht zwischen 1857 und 1883

Die Schlosskapelle wurde aus dreieinhalb vom Kloster versetzten Jochen des spätgotischen Klosterkreuzgangs errichtet. Die Rippenprofile und Konsolen entsprechen denen im erhalten gebliebenen nördlichen Flügel der Huysburg. Es wurde ein Kreuzgangflügel mit spitzbogigen Arkaden nachempfunden. Die Arkaden ruhen auf Rechteckpfeilern mit translozierten Gewölbe-Anfängern. Ein Joch ist als Kreuzrippengewölbe ausgeführt. Es schließt sich eine Freitreppe zu einer erhöht gelegenen Terrasse an. In der DDR-Zeit wuchsen im Kreuzgang Bäume, die ihn fast einstürzen ließen. 2003 konnte er aufwändig gerettet werden.

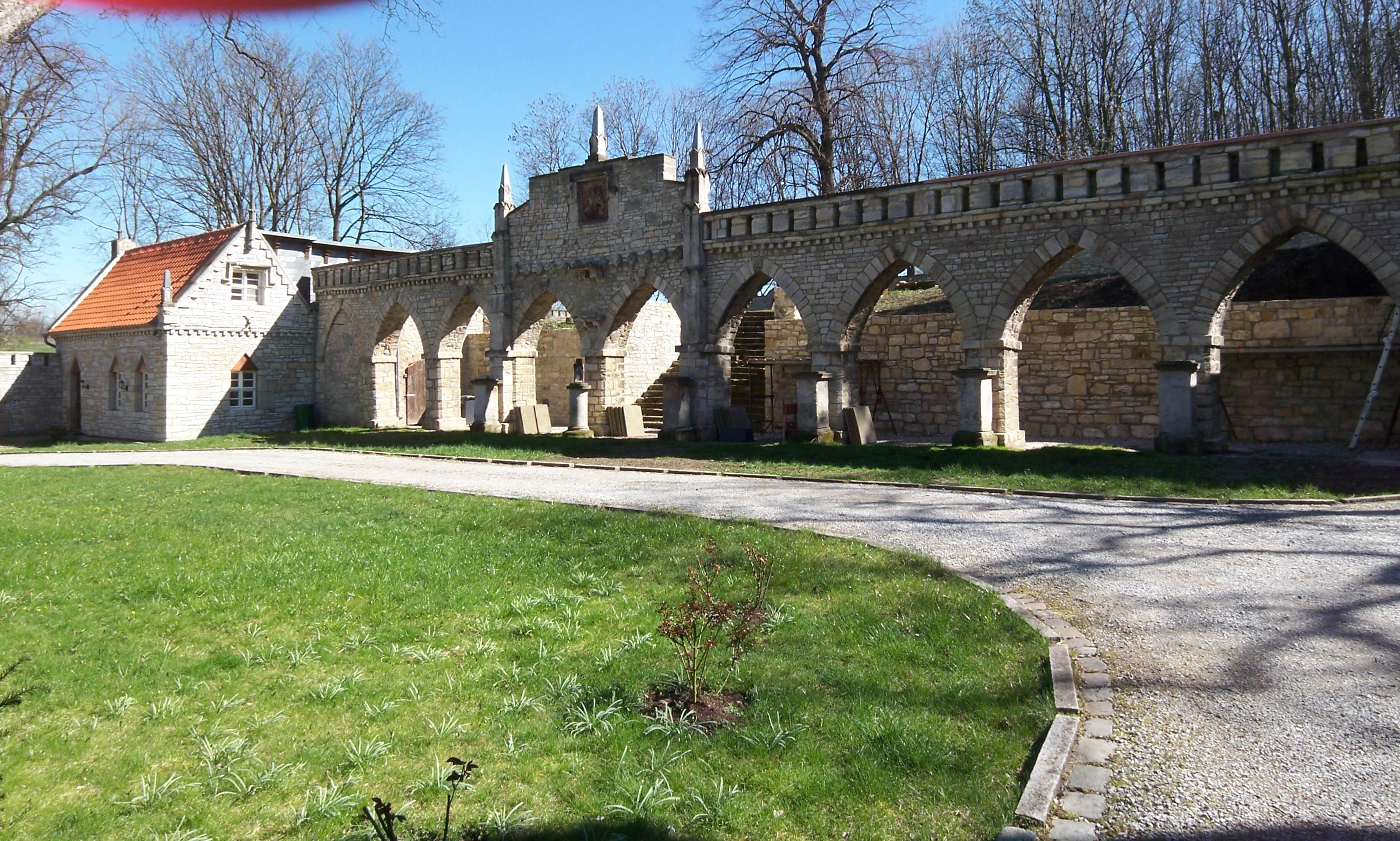
Kreuzgang Schloss Röderhof

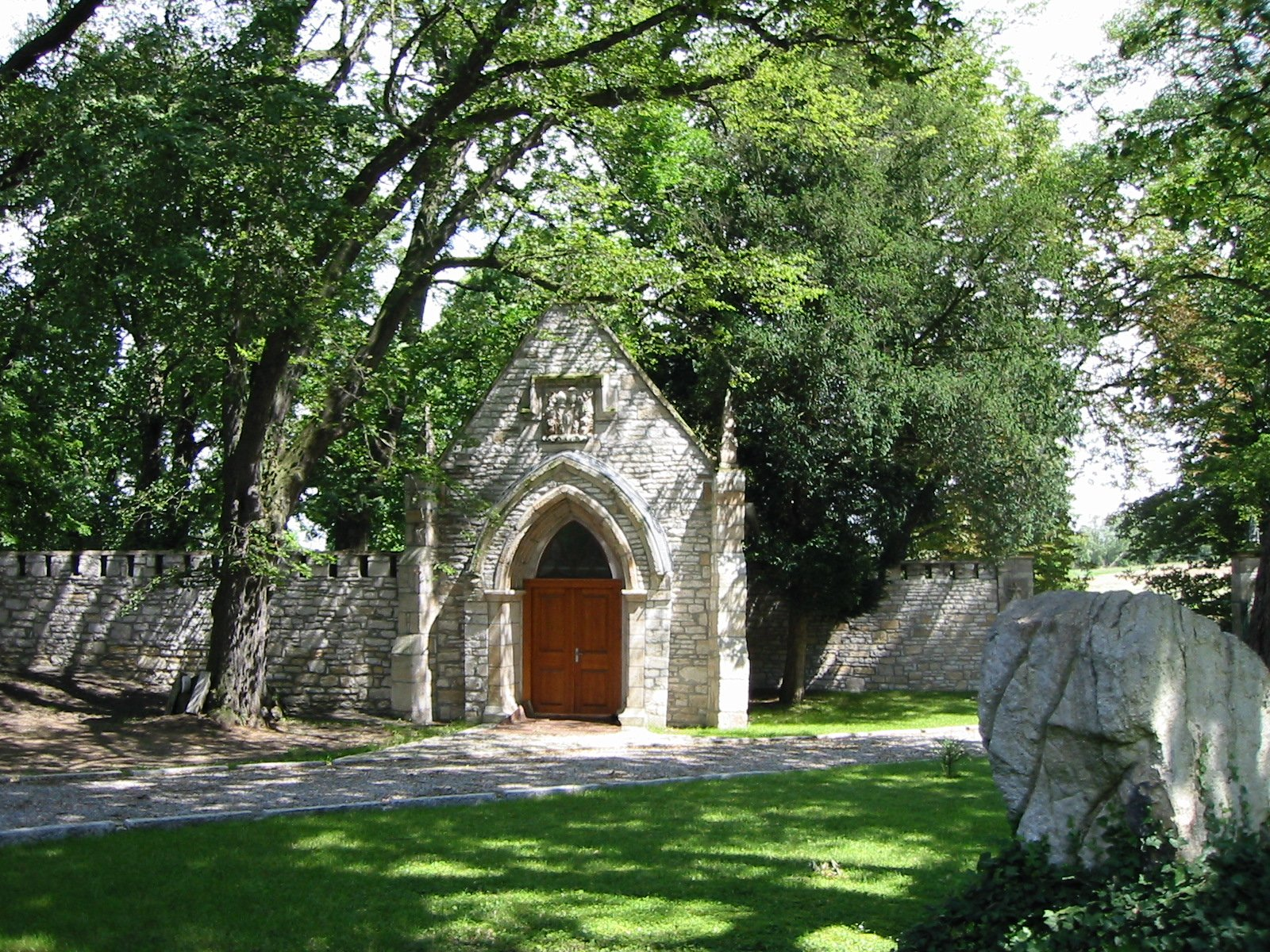
Kapelle Schloss Röderhof

Im Jahr 1878 wurde das Schloss an die Familie Hahn veräußert, 1914 an die Familie Schliephake, die 1945 enteignet wurde. Ab 1947 wurde das Schloss als Kinderheim, ab 1958 als Rehabilitationsstätte für tuberkulosekranke Mädchen genutzt. Von 1967 an diente das Gebäude als Pflegeheim des Kreises Halberstadt, bis es in den 1980er Jahren aus bautechnischen Gründen geschlossen wurde. 1987 entstand eine Initiative von Kunstinteressierten, die das Schloss teilweise renovierten, um es für Wohnzwecke und „kulturelles Erleben“ zu nutzen. Im Sommer 1989 fand in den renovierten Haupträumen die erste Werkstattausstellung statt. Der 1990 gegründete „Kunstverein Schloß Röderhof“ musste das Gebäude aber 1994 verlassen.
Nach der Rückübertragung der Schlossanlage an den Alteigentümer wurde 1994 mit der denkmalgerechten Sanierung und Restaurierung des Schlosses begonnen. Die Kapelle wurde 1996 saniert, die Brücke 1998, das Pforthaus 1999, und der Kreuzgang wurde 2003 wieder aufgerichtet. Im sich weit nach Westen und Süden erstreckenden ehemaligen Park befindet sich eine Flüstergrotte mit zwei romanischen Säulen. An den Säulen befinden sich stark verwitterte Kapitelle mit Palmetten bzw. Evangelistensymbolen. Die Grotte wurde 1965 saniert.
Im örtlichen Denkmalverzeichnis ist das Schloss Röderhof als Herrenhaus unter der Erfassungsnummer 094 25507 als Baudenkmal verzeichnet.